# Witold Bańka
Witold Bańka (Tychy, 3 ottobre 1984) è un politico, dirigente sportivo ed ex velocista polacco, specializzato nei 400 metri piani.
È stato ministro dello Sport e del Turismo della Repubblica di Polonia dal 14 novembre 2015 al 14 novembre 2019. Dal 1º gennaio 2020 è presidente dell'Agenzia mondiale antidoping (World Anti-Doping Agency, WADA).

## Biografia
Ai Campionati del mondo di atletica leggera 2007 vinse la medaglia di bronzo nella staffetta 4×400 m insieme ai suoi connazionali Daniel Dąbrowski, Marek Plawgo, Marcin Marciniszyn, Kacper Kozłowski e Rafał Wieruszewski.

## Palmarès
| Anno | Manifestazione | Sede     | Evento  | Risultato | Prestazione | Note  |
| ---- | -------------- | -------- | ------- | --------- | ----------- | ----- |
| 2005 | Europei U23    | Göteborg | 4×400 m | Oro       | 3'04"41     |       |
| 2007 | Universiadi    | Bangkok  | 4×400 m | Oro       | 3'02"05     |       |
| 2007 | Mondiali       | Osaka    | 4×400 m | Bronzo    | 3'02"39     | [ 1 ] |
| 2009 | Universiadi    | Belgrado | 4×400 m | Argento   | 3'05"69     |       |